# Анселм Хаверкамп
Анселм Хаверкамп (на немски: Anselm Haverkamp, р. 18 юли 1943, Бон, Германия) e германски литературовед и философ, работил дълго време в Съединените щати.

## Биография
Анселм Хаверкамп получава образованието си в университетите във Фрайбург, Цюрих, Бон и Констанц. Докторска дисертация защитава в Хайделбергския университет (1975), след което се хабилитира в Констанц (1983). Премества се отвъд океана, в Йейл, а след 1989 г. става професор по англицистика в Нюйоркския университет, където Хаверкамп основава програми по поетика и литературна теория. След 1994 г. той е сред членовете основатели на новоучредения „Европейски университет Виадрина“ във Франкфурт на Одер. През 2009 г. е назначен като хоноруван професор по философия в университета „Лудвиг Максимилиан“ в Мюнхен.
Хаверкамп е член на изследователската група „Поетика и херменевтика“ в по-късната фаза от дейността ѝ, през 1979 – 1996 г. Под влияние на деконструктивизма на Йейлската школа (Пол де Ман, Жак Дерида), той развива рецептивната естетика на Констанцката школа (Волфганг Изер, Ханс Роберт Яус, Волфганг Прайзенданц) от теория на литературния отклик (рецептивна критика) към теория на литературната латентност. Важна част от тази теория са теорията за метафората или метафорологията, в която влиза историята на реториката и историческата епистемология, както и отношението на философията и литературата.
Полето на научноизследователските интереси на Хаверкамп включва поетиката на Аристотел, реториката на Квинтилиан, естетиката на Алекзандър Готлиб Баумгартен, както и произведенията на Бенямин и Дерида, Ханс Блуменберг и Станли Кавел. От художествените творци той работи най-често с творби на Овидий, Шекспир и Кийтс, Хьолдерлин, Джойс и Бекет.
В последните си книги Хаверкамп развива теорията за латентността в полето на историческата епистемология, теорията на изкуството и историята на правото. Той е редовен сътрудник и редактор в Texte zur Kunst (Берлин) и Law and Literature (Бъркли).

## Публикации
Съставителство и редакция
- Theorie der Metapher (Теория на метафората), Darmstadt (Wissenschaftliche Buchgesellschaft) 1983 (преизд. 1996)
- Poetik und Hermeneutik XIII – Individualität, München (Fink Verlag) 1988
- Poetik und Hermeneutik XV – Memoria: Vergessen und Erinnern, München (Fink Verlag) 1993
- Gewalt und Gerechtigkeit, Derrida – Benjamin (Насилие и правосъдие, Дерида – Бенямин), Frankfurt am Main (Suhrkamp Verlag) 1994
- Memory Inc., ANY 15, 1996
- Die Sprache der Anderen (Езикът на Другия), Frankfurt am Main (Fischer Verlag) 1997
- Die paradoxe Metapher (Парадоксалната метафора), Frankfurt am Main (Suhrkamp Verlag) 1998
- Hans Blumenberg – Ästhetische und metaphorologische Schriften (Ханс Блуменберг – естетически и морфологически текстове), Frankfurt am Main (Suhrkamp Verlag) 2001, ISBN 3-931659-61-5
- Walter Benjamin after the 20th Century. The Future of a Past (Валтер Бенямин след 20 век. Бъдеще на миналото), New York (Cardozo Law School) 2004
- Derrida/America. The present state of America's Europe (Дерида/Америка. Настоящо състояние на американската Европа), New York (Cardozo Law School) 2005
- Hans Blumenberg – Theorie der Unbegrifflichkeit (Ханс Блуменберг – теория на непонятийността), Frankfurt am Main (Suhrkamp) 2007, ISBN 3-931659-61-5
- Hans Blumenberg – Paradigmen zu einer Metaphorologie (Ханс Блуменберг – парадигми за морфология), Commentary, Frankfurt am Main (Suhrkamp Studienbibliothek) 2012

Монографии
- Typik und Politik im Annolied. Zum Konflikt der Interpretationen im Mittelalter. (Типично и политическо в Песента на Ано. За конфликта на интерпретациите през Средновековието) 1979
- Laub voll Trauer – Hölderlins späte Allegorie (Листа пълни с печал – Хьолдерлиновата късна алегория), München 1991 // Leaves of Mourning: Hölderlin’s Late Work, with an Essay on Keats and Melancholy. Translated by Vernon Chadwick. Albany: SUNY Press 1996
- Hamlet, Hypothek der Macht. (Хамлет, ипотеката на властта) Berlin (Kadmos Kulturverlag) 2001, 2nd ed. 2004
- Figura cryptica. Theorie der literarischen Latenz. (Figura cryptica. Теория на литературната латентност) Frankfurt am Main (Suhrkamp Verlag) 2002
- Latenzzeit. Wissen im Nachkrieg. (Латентно време. Познанието в следвоенното време) Berlin (Kadmos Kulturverlag) 2004
- Metapher. Die Ästhetik in der Rhetorik. (Метафората. Естетика на реториката) München (Fink) 2007
- Diesseits der Oder. Frankfurter Vorlesungen. (От тази страна на Одер. Франкфуртски лекции), Berlin (Kadmos Kulturverlag) 2008
- Begreifen im Bild. Methodische Annäherungen an die Aktualität der Kunst (Разбрано в образа. Методически подходи за актуализиране на изкуството), Berlin (August Verlag) 2009
- Shakespearean Genealogies of Power (Шекспировите генеалогии на властта), London, New York (Routledge) 2011
- Die Zweideutigkeit der Kunst (Амбивалентността на изкуството), Berlin (August Verlag) 2012